# Коцен (Хавеланд)
Коцен (њем. Kotzen) општина је у њемачкој савезној држави Бранденбург. Једно је од 26 општинских средишта округа Хафеланд. Према процјени из 2010. у општини је живјело 614 становника. Посједује регионалну шифру (AGS) 12063165.

## Географски и демографски подаци
Коцен се налази у савезној држави Бранденбург у округу Хафеланд. Општина се налази на надморској висини од 27 метара. Површина општине износи 42,7 km². У самом мјесту је, према процјени из 2010. године, живјело 614 становника. Просјечна густина становништва износи 14 становника/km².